# Rolando Kaligaro
Rolando Kaligaro, né le 22 mars 1976, est un skieur slovène pratiquant le combiné nordique et le saut à ski.

## Parcours sportif

### Combiné nordique
Kaligaro a commencé sa carrière internationale en tant que combiné. Lors des Championnats du monde juniors de combiné nordique, en 1996 à Asiago (Italie), il a remporté, avec Igor Cuznar et Roman Perko, la médaille de bronze, se classant derrière les équipes de Norvège et de France. Il a participé à la saison 1996/97 de la Coupe du monde B de combiné nordique, qu'il a terminée avec un total de 22 points et une 45e place au classement général.

### Saut à ski
Dès la fin de la saison 1996/97, Kaligaro a préféré se concentrer sur le saut. En mars 1997, il a fait ses débuts en Coupe du monde de saut à ski à Planica, lors d'une compétition de vol à ski, sans pour autant marquer de points. Pour la saison 1997/98, Kaligaro débute en Coupe continentale de saut à ski. Lors de sa première saison dans cette compétition, il a atteint un total de six points et donc une 127e place au classement général. Au cours de la saison 1998/99, il s'est classé 29e du classement général avec 375 points. Le 16 janvier 1999, il retente sa chance en Coupe du monde et se classe 33e à Zakopane. Lors de la deuxième compétition du week-end, ainsi que lors des deux suivantes à Sapporo, il reste toutefois dans le top 40. 
Pour la saison 1999/2000 , Kaligaro a encore pu améliorer ses performances et atteindre 533 points, se classant au neuvième rang du classement général.En février, à Ishpeming, il a obtenu sur Suicide Hill son premier podium, se classant derrière Dirk Else et Dennis Störl. D'où son retour en Coupe du monde, bien qu'il eût de nouveau manqué de peu les points à Engelberg.
Lors de la compétition par équipes de Lahti, il a obtenu, conjointement avec Damjan Fras, Peter Žonta et Bine Norčič, la sixième place. Dans les deux compétitions individuelles suivantes, il s'est retrouvé de en queue de classement. Ayant de nouveau terminé une saison de Coupe du monde sans marquer de points, il commence la saison 2000/01 de nouveau en Coupe continentale. Malheureusement, ses bonnes performances de l'année précédente ne sont qu'un souvenir : il termine la saison avec seulement 82 points marqués et un 104e rang au classement général. La saison suivante, qui sera sa dernière, est pire encore : il termine la saison 2001/02 222e du général.
Après la fin de sa carrière de compétiteur, Kaligaro rejoint son club d'origine en tant qu'entraîneur de saut à ski. 

## Résultats

### Classement en Coupe continentale
| Saison  | Rang | Points |
| ------- | ---- | ------ |
| 1997/98 | 127  | 006    |
| 1998/99 | 029  | 375    |
| 1999/00 | 009  | 533    |
| 2000/01 | 104  | 082    |
| 2001/02 | 222  | 012    |